# Augusto Ciuffelli
Augusto Ciuffelli (Massa Martana, 23 novembre 1856 - Rome, 6 janvier 1921) est un homme politique italien.

## Biographie
Né de parents d'extraction sociale non noble (son père Giuseppe était menuisier), il quitte l'école à 14 ans après avoir obtenu son brevet technique ; entré dans le monde du travail, il poursuit ses études en autodidacte comme dessinateur.
En 1876, il est employé au bureau du génie civil de Potenza, et peu après il est transféré comme dessinateur extraordinaire à Brescia, où il est remarqué pour son engagement par Giuseppe Zanardelli, qui nomme Ciuffelli, à peine âgé de 20 ans, comme son secrétaire spécial, lançant ainsi sa carrière politique.
En 1898, Ciuffelli est nommé préfet, il occupe cette fonction à Sienne, puis à Cagliari, Ravenne et enfin Vérone.
En 1904, il est élu député dans la circonscription de Todi (PG). Il a été ministre des Postes et Télégraphes dans le gouvernement Luzzatti, ministre de l'Industrie, du Commerce et du Travail dans le gouvernement Orlando et ministre des Travaux publics dans les gouvernements Salandra I et Salandra II.
Il a été président de session du Conseil d'État, nommé le 10 décembre 1916 et jusqu'au 19 décembre 1920.
Son fils était Giuseppe Ciuffelli (né à Rome le 25 octobre 1886) : mort le 25 octobre 1917 avec le capitaine (capitano) Giuseppe Gabbin, il était sous-lieutenant pilote (sottotenente pilota)dans la 25e escadrille Voisin.

## Source
- (it) Cet article est partiellement ou en totalité issu de l’article de Wikipédia en italien intitulé « Augusto Ciuffelli » (voir la liste des auteurs).